# Moniliformis monechinus
Moniliformis monechinus är en hakmaskart som först beskrevs av Otto Friedrich Bernhard von Linstow 1902.  Moniliformis monechinus ingår i släktet Moniliformis och familjen Moniliformidae. Inga underarter finns listade i Catalogue of Life.